# Сампатх Перера
Колоннаж Маюра Сампатх Перера або просто Сампатх Перера (нар. 30 жовтня 1965) — ланкіський футболіст та тренер, виступав на позиції захисника.

## Кар'єра гравця
На клубному рівні захищав кольори клубу «Ейр Форс». Був капітаном збірної Шрі-Ланки. Допоміг національній збірній виграти Золотий кубок Південної Азії 1995.

## Кар'єра тренера
По завершенні кар'єри гравця розпочав тренерську діяльність. З 2004 по 2006 рік тренував національну збірну Шрі-Ланки. У 2008 році тренував «Ратнам», а в 2009 році знову очолив національну збірну Шрі-Ланки. У 2010—2011 роках тренував «Дон Боско». З 2012 по 2013 рік працював головним тренером збірної Шрі-Ланки. З 2014 року очолює «Ейр Форс». З 2015 по 2016 рік паралельно з роботою на клубному рівні, тренував національну збірну Шрі-Ланки.

## Досягнення
- Золотий кубок Південної Азії
  -  Володар (1): 1995